# Israel Villaseñor
Fabián Israel Villaseñor López (ur. 20 listopada 1982 w Guadalajarze) – meksykański piłkarz występujący na pozycji bramkarza.

## Kariera klubowa
Villaseñor urodził się w Guadalajarze, lecz wychowywał się w pobliskiej miejscowości San Julián. Jest wychowankiem akademii juniorskiej tamtejszego klubu Chivas de Guadalajara. Nigdy nie potrafił się jednak przebić do pierwszej drużyny, występując najwyżej w drugoligowych rezerwach klubu, wskutek czego w lipcu 2004 przeniósł się do niżej notowanego zespołu Tiburones Rojos de Veracruz. Tam początkowo pełnił rolę trzeciego bramkarza, po czym został rezerwowym dla podstawowego golkipera Jorge Bernala. W meksykańskiej Primera División zadebiutował w wieku dwudziestu trzech lat za kadencji argentyńskiego szkoleniowca Pedro Monzóna, 16 września 2006 w przegranym 0:2 spotkaniu z Atlante, w 75. minucie zmieniając kontuzjowanego Bernala. Pewne miejsce między słupkami miał przez cały czas jego rekonwalescencji, po czym został ponownie relegowany na ławkę rezerwowych. Przez cały swój czteroletni pobyt w Veracruz nie potrafił na stałe wygrać rywalizacji z Bernalem (zanotował kilka występów w drugoligowej filii – Tiburones Rojos de Coatzacoalcos), a na koniec rozgrywek 2007/2008 spadł ze swoją ekipą do drugiej ligi.
Latem 2008 Villaseñor przeszedł do klubu Jaguares de Chiapas z siedzibą w Tuxtla Gutiérrez, gdzie przez kilka miesięcy pełnił rolę pierwszego bramkarza, po czym został relegowany do roli rezerwowego, którą pełnił już do końca swojego pobytu w tym zespole. Będąc wyłącznie alternatywą dla Edgara Hernándeza już po roku został ściągnięty przez Miguela Herrerę – swojego byłego trenera z Veracruz – do prowadzonej przez niego drużyny Estudiantes Tecos z miasta Guadalajara. Tam spędził rok jako rezerwowy dla Mario Rodrígueza, w styczniu 2010 zajmując z Tecos drugie miejsce w rozgrywkach kwalifikacyjnych do Copa Libertadores – InterLidze. Po powrocie do Jaguares spędził jeszcze w tej ekipie trzy lata bez większych sukcesów, pełniąc wyłącznie rolę alternatywy najpierw dla Jorge Villalpando, a później ponownie dla Hernándeza. W styczniu 2014, po pół roku bezrobocia, powrócił do Tiburones Rojos de Veracruz.
Wiosna 2014 Villaseñor na zasadzie wypożyczenia został zawodnikiem zespołu Monarcas Morelia, w którym spędził pół roku, będąc trzecim bramkarzem drużyny po Carlosie Felipe Rodriguezie i Alexandro Álvarezie, po czym udał się na sześciomiesięczne wypożyczenie do drugoligowego klubu Atlético San Luis z siedzibą w San Luis Potosí, gdzie z kolei miał pewne miejsce między słupkami. Bezpośrednio po tym został wypożyczony do ekipy Puebla FC, prowadzonej przez José Guadalupe Cruza – swojego byłego szkoleniowca z Jaguares. W jej barwach jako rezerwowy najpierw dla Rodolfo Coty, a następnie Cristiana Campestriniego, w wiosennym sezonie Clausura 2015 zdobył puchar Meksyku – Copa MX, a w tym samym roku wywalczył również krajowy superpuchar – Supercopa MX.

## Statystyki kariery
| Veracruz          | 2004–2005 | Meksyk | Liga MX    | 0  | 0 | —  | — | —  | — | — | 0  | 0 |
| Veracruz          | 2005–2006 | Meksyk | Liga MX    | 0  | 0 | —  | — | —  | — | — | 0  | 0 |
| Veracruz          | 2006–2007 | Meksyk | Liga MX    | 10 | 0 | —  | — | —  | — | — | 10 | 0 |
| Veracruz          | 2007–2008 | Meksyk | Liga MX    | 14 | 0 | —  | — | —  | — | — | 14 | 0 |
| Chiapas           | 2008–2009 | Meksyk | Liga MX    | 11 | 0 | —  | — | —  | — | — | 11 | 0 |
| UAG               | 2009–2010 | Meksyk | Liga MX    | 3  | 0 | —  | — | —  | — | — | 3  | 0 |
| Chiapas           | 2010–2011 | Meksyk | Liga MX    | 3  | 0 | —  | — | CL | 4 | 0 | 7  | 0 |
| Chiapas           | 2011–2012 | Meksyk | Liga MX    | 0  | 0 | —  | — | —  | — | — | 0  | 0 |
| Chiapas           | 2012–2013 | Meksyk | Liga MX    | 4  | 0 | 6  | 0 | —  | — | — | 10 | 0 |
| Morelia           | 2013–2014 | Meksyk | Liga MX    | 0  | 0 | —  | — | —  | — | — | 0  | 0 |
| Atlético San Luis | 2014–2015 | Meksyk | Ascenso MX | 13 | 0 | —  | — | —  | — | — | 13 | 0 |
| Puebla            | 2014–2015 | Meksyk | Liga MX    | 0  | 0 | 9  | 0 | —  | — | — | 9  | 0 |
| Puebla            | 2015–2016 | Meksyk | Liga MX    | 8  | 0 | 5  | 0 | —  | — | — | 13 | 0 |
| Puebla            | 2016–2017 | Meksyk | Liga MX    | 0  | 0 | —  | — | —  | — | — | 0  | 0 |
| Ogółem            | Ogółem    | Ogółem | Ogółem     | 66 | 0 | 20 | 0 | CL | 4 | 0 | 90 | 0 |

- CL – Copa Libertadores